# La captura
La captura es una película colombiana de 2012 dirigida y escrita por Dago García y Juan Carlos Vásquez. Protagonizada por Fernando Solórzano, Juan Sebastián Caicedo, Juan Pablo Franco y Andrea Guzmán, fue estrenada en las salas de cine colombianas el 27 de abril de 2012.

## Sinopsis
El teniente Rudas se convierte en un héroe nacional tras capturar a uno de los delincuentes más buscados de Colombia. Como premio, es trasladado al municipio de Puerto Príncipe con el objetivo de capturar a un reconocido bandido, Álvaro Salcedo, quien es una especie de leyenda local. Sin embargo, tras la captura del sujeto, lo que debería ser motivo de triunfo se convierte en una pesadilla para Rudas.

## Reparto
- Juan Pablo Franco es Rudas.
- Fernando Solórzano es Álvaro Salcedo.
- Juan Sebastián Caicedo es Tabares.
- Andrea Guzmán es Emperatriz.